# Siegelsum
Siegelsum is een dorp in het Landkreis Aurich in de Duitse deelstaat Nedersaksen. Het dorp is onderdeel van de gemeente Upgant-Schott, die deel uitmaakt van de Samtgemeinde Brookmerland. Middelpunt van het dorp is de dorpskerk uit 1822. Deze verving een oudere kerk uit de dertiende eeuw die wegens bouwvalligheid in 1819 werd afgebroken.